# Sphegina cornifera
Sphegina cornifera är en tvåvingeart som beskrevs av Becker 1921. Sphegina cornifera ingår i släktet midjeblomflugor, och familjen blomflugor.
Artens utbredningsområde är Schweiz. Inga underarter finns listade i Catalogue of Life.